# Wanderer W10
De Wanderer W10 was een serie personenauto's uit de middenklasse die geproduceerd werd van 1926 tot 1932 door het Duitse automerk Wanderer. In 1932 werd de serie vervangen door de Wanderer W15.

## Modellen
De Wanderer W10/I 6/30 PS werd in 1926 uitgebracht als opvolger van de Wanderer W9. De W10/I werd aangeboden als open toerwagen en als twee- of vierdeurs sedan. Het model verschilde van zijn voorganger door zijn krachtigere motor, remmen op de vier wielen, een aparte kofferbak die van binnenuit toegankelijk was en het stuur aan de linkerkant in plaats van het tot dan toe gebruikelijke stuur aan de rechterkant.
De W10/I werd aangedreven door de 1,55-liter viercilinder-in-lijnmotor met kopkleppen, met een vermogen van 30 pk. Dit motorvermogen werd afgeleverd op de achteras via een drieversnellingsbak met een schakelpook in het midden van de auto. De wagen was vooraan en achteraan voorzien van starre assen met bladveren. Tot 1928 werden er ongeveer 6500 exemplaren geproduceerd.
In 1927 verscheen de Wanderer W10/II 8/40 PS, een model met een krachtigere 1,95-liter motor met een vermogen van 40 pk. Naast de toerwagen en de sedan werd er ook een tweedeurs cabriolet aangeboden. Gläser en Reutter leverden de carrosserieën. Tot 1929 werden er ongeveer 1500 exemplaren gebouwd.
Als gevolg van de wereldwijde economische crisis was er weinig of geen vraag meer naar dit krachtigere model, dus werd er weer teruggegrepen naar de kleinere motor. De Wanderer W10/IV 6/30 PS werd aangeboden als vierdeurs sedan, vierdeurs landaulet en tweedeurs cabriolet. Om geld te besparen werd de spanning in het boordnet verlaagd van 12 volt naar 6 volt. Tot 1932 werden nog eens 4.500 exemplaren gebouwd.

## Technische gegevens
| Type             | Motor     | Motor     | Motor    | Overbrenging  | Topsnelheid | Jaartal   |
| Type             | Inhoud    | Cilinders | Vermogen | Overbrenging  | Topsnelheid | Jaartal   |
| ---------------- | --------- | --------- | -------- | ------------- | ----------- | --------- |
| W10/I (6/30 PS)  | 1.551 cm³ | 4-in-lijn | 30 pk    | manuele 3-bak | 85 km/u     | 1926-1928 |
| W10/II (8/40 PS) | 1.940 cm³ | 4-in-lijn | 40 pk    | manuele 3-bak | 95 km/u     | 1927-1929 |
| W10/IV (6/30 PS) | 1.563 cm³ | 4-in-lijn | 30 pk    | manuele 3-bak | 85 km/u     | 1930-1932 |

## Fotogalerij

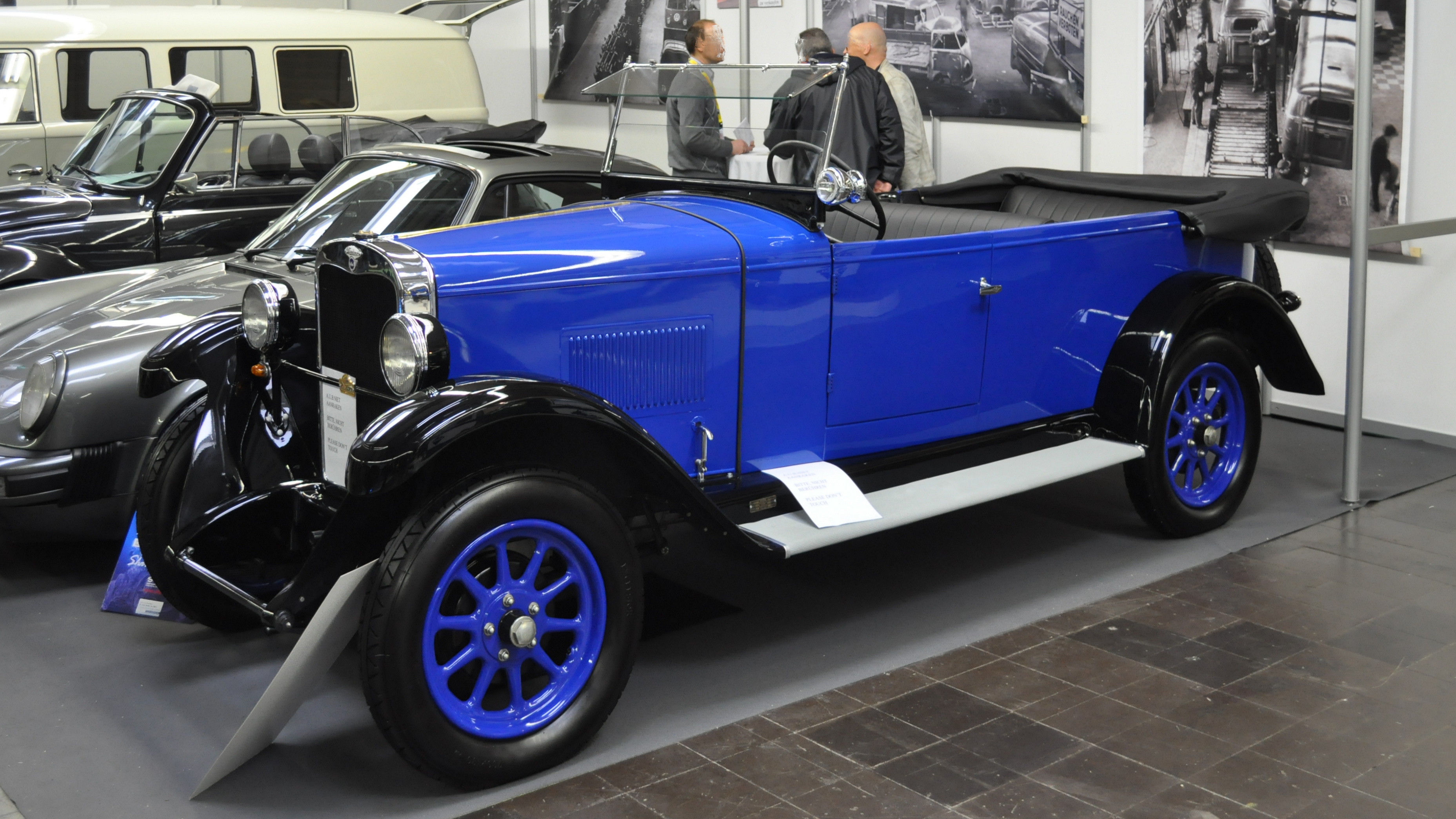
Wanderer W10/I toerwagen (1927)
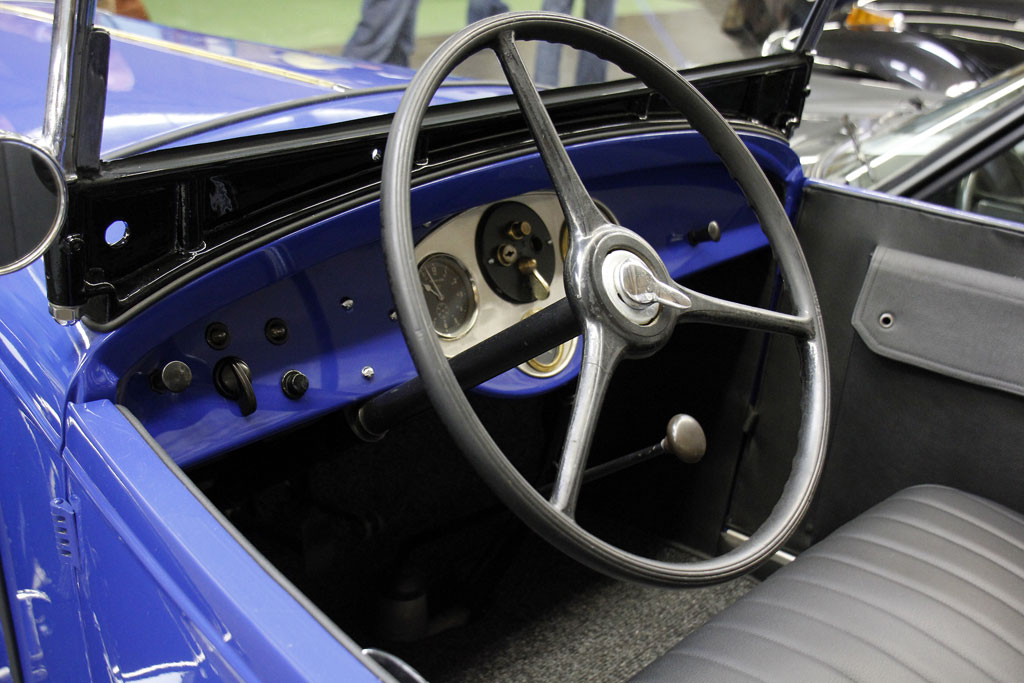
Wanderer W10/I toerwagen, dashboard
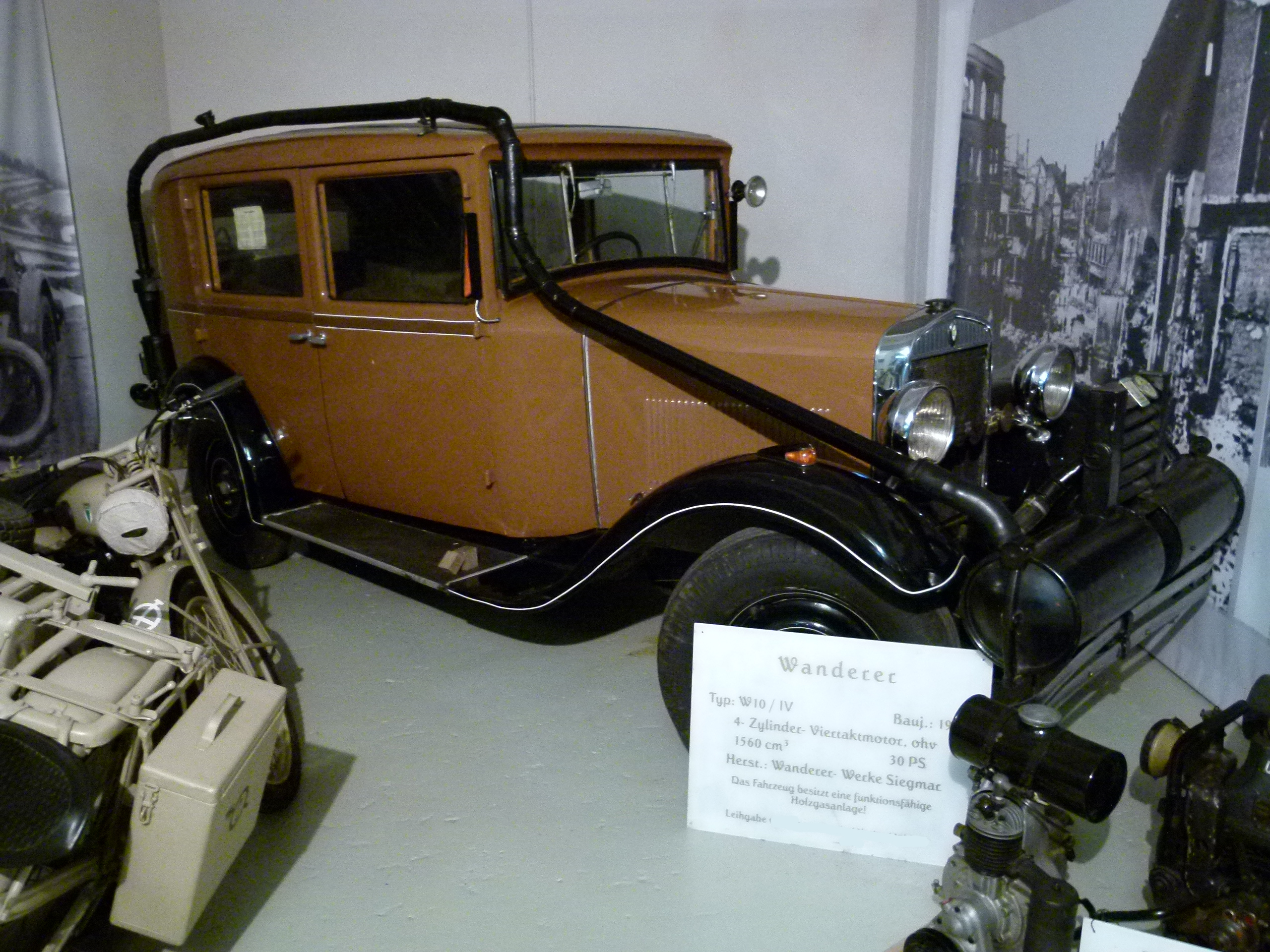
Wanderer W10/IV met houtgasinstallatie (1930)